# Westfield Sunrise
Westfield Sunrise, anteriormente conocido como Sunrise Mall, es un centro comercial localizado en East Massapequa, Nueva York. Originalmente el centro comercial abrió el 30 de agosto de 1973 como el primer centro comercial de dos niveles en Long Island. Después en 1991 pasó por una gran renovación y en 2005 fue adquirido por The Westfield Group. Las tiendas anclas principales incluye a Macy*s, Sears, JCPenney y Walmart. La entrada del estacionamiento oeste lleva al segundo piso y en el lado este al primer piso.
Alguna de las tiendas que han estado en Westfield Sunrise (pero que ya no están) incluye a Orange Julius, Abraham & Straus, Stern's, Woolworth's, Korvette's, Record World, Home Decor (una tienda que vende principalmente camisetas roqueras y pósteres), Playworld, los cines Sunrise Mall Cinemas, Eddie Bauer, Sam Goody, Jean Country (conocida porque Amy Fisher trabajó ahí) y Old Navy. También solía ser una tienda de mascotas en Westfield Sunrise en la cual su entrada principal era de una boca de loro.
En los años 1970, el centro comercial contaba con un acuario de peces. Por muchos años, Westfield Sunrise albergaba fuentes en su interior y estanques de patos. Ambos lugares fueron reemplazados por áreas de juego para niños y el estanque Koi fish, respectivamente.
Durante los años '80, continuó prosperando, ya que en el mall circa había una tienda de magia, que vendía falsas heces, máscaras de Halloween, mascotas de piedra, gomas de mascar de ajo, y cinturones de "moco", entre otros ítem. En el verano de 1984, uno de los videojuegos arcade del Sunrise Mall Cinemas fue Dragon's Lair. El sábado, 4 de agosto de 1984, más de 6,000 personas fueron forzadas a evacuar Westfield Sunrise después de que por algunos fallos eléctrico se cortó la electricidad tanto en pasillos como en tiendas. El apagón ocurrió a las 2:30 P.M.  En julio de 1986, 110 mujeres y hombres compitieron en lo que se conocía como 'Arm-Wrestling Championship of New York State' en Westfield Sunrise .
A pesar de que el centro comercial pasó por situaciones difíciles en los años '90, Westfield Sunrise empezó a renacer en el siglo XXI. El 18 de febrero de 2001, una beneficencia para 2ge+her's Michael Cuccione fue celebrada en Westfield Sunrise . Después de un año, exactamente el 7 de junio de 2002, ce celebró a 'Sunrise Mall Cruise Night'. . Además, en 2002 o 2003, se construyó un food court cerca de la tienda Sears y también se agregó un nuevo ascensor con vista panorámica para tener un acceso más rápido al food court. Luego fue cambiado por otro elevador (sin cristales) debido a que el estanque koi tuvo que ser movido a otra área. También, muchos luchadores de la WWE firmaban muchos autógrafos en Westfield Sunrise, incluyendo en Stone Cold Steve Austin, Paul Wight (aka 'The Big Show') y John Cena (un reporte sobre John Cena dando un autógrafo puede ser encontrado en el siguiente artículo), entre otros.
El centro comercial fue muy criticado el 18 de diciembre de 2006, cuando el Show de Talentos de la Escuela Massapequa fue celebrado en Westfield Sunrise. Según este artículo, se trató de un 'gran fracaso.' Y en una nota más seria, el jueves 7 de junio de 2007, un joven de 19 años le dio retroceso a su Toyota 1995, chocando con el centro comercial y causando más de $60,000 en daños  (enlace roto disponible en Internet Archive; véase el historial, la primera versión y la última).. Después de varias investigaciones, se descubrió que esto sucedió cinco años después de que se celebrase en 2002 el show 'Sunrise Mall Cruise Night' hecho en Westfield Sunrise!. En la víspera de Navidad de 2007, dos señores anónimos dieron billetes de $100 para sorprender a los compradores . El 28 de agosto de 2008, un niño de 12 años de edad cayó del balcón en Westfield Sunrise hiriéndose sus rodillas y pies al correrse de su padre. 

## Anclas
- JCPenney (193,530 pie².)
- Macy's (208,078 pie².)
- Sears (200,172 pie².)
- Walmart (131,000 pie².)